# Quintín Quevedo
Quintín Quevedo Ferrari (31 de outubro de 1825 – 24 de agosto de 1876) foi um oficial militar boliviano que ganhou destaque após ajudar Mariano Melgarejo na derrubada do presidente José María de Achá em 1864. Também foi um famoso e pioneiro explorador da Amazônia boliviana, explorando o Rio Madeira e a fronteira da planície de Beni. Em 1872, lançou uma invasão de Valparaíso, Chile, resultando em uma crise internacional que se acredita ter levado a um tratado de aliança secreta entre Peru e Bolívia contra o Chile. Essa aliança se tornou efetiva com a ocupação chilena de Antofagasta e do Departamento do Litoral Boliviano, levando à Guerra do Pacífico.
Após a derrubada de Melgarejo, Quevedo conspiraria implacavelmente contra os governos de Agustín Morales, Adolfo Ballivián e Tomás Frías. Ele só foi finalmente derrotado quando o próprio idoso Frías conduziu seu exército pacificador à vitória na Batalha de Chacoma, onde Quevedo foi totalmente vencido. No entanto, assim como a expedição anterior de Quevedo a Cobija, sua rebelião em 1875 afetou muito a política boliviana, pois apenas alguns meses depois revoltas eclodiram por todo o país, resultando até mesmo na queima do Palácio do Governo naquele mesmo ano. O estado fraturado e fraco do país e do seu governo permitiu que o golpe de Hilarión Daza em 1876 fosse facilmente bem-sucedido. Sem dúvida, Quevedo desempenhou um papel crucial na história boliviana, afetando muito do destino da nação em um período de apenas quatro anos.